# Michal Handzuš
Michal Handzuš, né le 11 mars 1977 à Banská Bystrica (Tchécoslovaquie, aujourd'hui en Slovaquie), est un joueur slovaque de hockey sur glace.

## Carrière

### En club
En 1994, après une saison avec l'équipe junior, Michal Handzuš commence sa carrière senior avec le club de sa ville natale, le SaHK Iskra Banská Bystrica, alors en 1.liga. À l'issue de la saison, il est le 101e choix du repêchage d'entrée dans la LNH, repêché par les Blues de Saint-Louis. Cependant, il reste deux saisons supplémentaire en Slovaquie, tout d'abord avec son club formateur, promu en Extraliga, puis avec le HK ŠKP Poprad.
En 1997, il arrive en Amérique du Nord où il passe une saison complète en Ligue américaine de hockey avec les IceCats de Worcester afin de s'adapter au style de jeu local. La saison suivante, il fait ses débuts en LNH avec les Blues. À l'issue de la saison 1999-2000, il arrive second des votes pour le trophée Frank-J.-Selke. Au cours de la saison 2000-2001, alors qu'il apparait comme une pièce maîtresse de son équipe, il est échangé aux Coyotes de Phoenix pour Keith Tkachuk. Après une saison et demie en Arizona, il rejoint les Flyers de Philadelphie. Durant le lock-out, il retourne en Slovaquie où il joue pour le HKm Zvolen. Suit ensuite une nouvelle année avec les Flyers avant d'être échangé aux Blackhawks de Chicago. Mais sa saison s'achève subitement lors d'un match contre les Blues de Saint-Louis durant lequel il est victime d'une rupture du ligament croisé antérieur du genou. L'été suivant, il signe pour les Kings de Los Angeles.

### En équipe nationale
Michal Handzuš a représenté la Slovaquie pour la première fois lors du championnat d'Europe junior B de 1995. Il a ensuite joué deux championnats du monde junior, trois championnats du monde dont deux finales et un tournoi olympique. Il a également été retenu pour la Coupe du monde 2004 et les JO 2006.

## Statistiques

### En club
| Saison     | Équipe                     | Ligue             |       | Saison régulière | Saison régulière | Saison régulière | Saison régulière | Saison régulière |    | Séries éliminatoires | Séries éliminatoires | Séries éliminatoires | Séries éliminatoires | Séries éliminatoires |
| Saison     | Équipe                     | Ligue             | PJ    | B                | A                | Pts              | Pun              | PJ               | B  | A                    | Pts                  | Pun                  |                      |                      |
| 1993-1994  | SaHK Iskra Banská Bystrica | Slovaquie juniors | 40    | 23               | 36               | 59               |                  |                  |    |                      |                      |                      |                      |                      |
| 1994-1995  | SaHK Iskra Banská Bystrica | 1.liga            | 22    | 15               | 14               | 29               | 10               |                  |    |                      |                      |                      |                      |                      |
| 1995-1996  | SaHK Iskra Banská Bystrica | Extraliga         | 19    | 3                | 1                | 4                | 8                |                  |    |                      |                      |                      |                      |                      |
| 1996-1997  | HK ŠKP Poprad              | Extraliga         | 44    | 15               | 18               | 33               |                  |                  |    |                      |                      |                      |                      |                      |
| 1997-1998  | IceCats de Worcester       | LAH               | 69    | 27               | 36               | 63               | 54               | 11               | 2  | 6                    | 8                    | 10                   |                      |                      |
| 1998-1999  | Blues de Saint-Louis       | LNH               | 66    | 4                | 12               | 16               | 30               | 11               | 0  | 2                    | 2                    | 8                    |                      |                      |
| 1999-2000  | Blues de Saint-Louis       | LNH               | 81    | 25               | 28               | 53               | 44               | 7                | 0  | 3                    | 3                    | 6                    |                      |                      |
| 2000-2001  | Blues de Saint-Louis       | LNH               | 36    | 10               | 14               | 24               | 12               |                  |    |                      |                      |                      |                      |                      |
| 2000-2001  | Coyotes de Phoenix         | LNH               | 10    | 4                | 4                | 8                | 21               |                  |    |                      |                      |                      |                      |                      |
| 2001-2002  | Coyotes de Phoenix         | LNH               | 79    | 15               | 30               | 45               | 34               | 5                | 0  | 0                    | 0                    | 2                    |                      |                      |
| 2002-2003  | Flyers de Philadelphie     | LNH               | 82    | 23               | 21               | 44               | 46               | 13               | 2  | 6                    | 8                    | 6                    |                      |                      |
| 2003-2004  | Flyers de Philadelphie     | LNH               | 82    | 20               | 38               | 58               | 82               | 18               | 5  | 5                    | 10                   | 10                   |                      |                      |
| 2004-2005  | HKm Zvolen                 | Extraliga         | 33    | 14               | 24               | 38               | 34               | 17               | 5  | 10                   | 15                   | 6                    |                      |                      |
| 2005-2006  | Flyers de Philadelphie     | LNH               | 73    | 11               | 33               | 44               | 38               | 6                | 0  | 2                    | 2                    | 2                    |                      |                      |
| 2006-2007  | Blackhawks de Chicago      | LNH               | 8     | 3                | 5                | 8                | 6                |                  |    |                      |                      |                      |                      |                      |
| 2007-2008  | Kings de Los Angeles       | LNH               | 82    | 7                | 14               | 21               | 45               |                  |    |                      |                      |                      |                      |                      |
| 2008-2009  | Kings de Los Angeles       | LNH               | 82    | 18               | 24               | 42               | 32               |                  |    |                      |                      |                      |                      |                      |
| 2009-2010  | Kings de Los Angeles       | LNH               | 81    | 20               | 22               | 42               | 38               | 6                | 3  | 2                    | 5                    | 4                    |                      |                      |
| 2010-2011  | Kings de Los Angeles       | LNH               | 82    | 12               | 18               | 30               | 20               | 6                | 1  | 1                    | 2                    | 0                    |                      |                      |
| 2011-2012  | Sharks de San José         | LNH               | 67    | 7                | 17               | 24               | 18               | 2                | 0  | 0                    | 0                    | 0                    |                      |                      |
| 2012-2013  | HC Banská Bystrica         | Extraliga         | 15    | 9                | 10               | 19               | 22               |                  |    |                      |                      |                      |                      |                      |
| 2012-2013  | Sharks de San José         | LNH               | 28    | 1                | 1                | 2                | 12               |                  |    |                      |                      |                      |                      |                      |
| 2012-2013  | Blackhawks de Chicago      | LNH               | 11    | 1                | 5                | 6                | 4                | 23               | 3  | 8                    | 11                   | 6                    |                      |                      |
| 2013-2014  | Blackhawks de Chicago      | LNH               | 59    | 4                | 12               | 16               | 16               | 19               | 2  | 1                    | 3                    | 8                    |                      |                      |
| 2014-2015  | HC Banská Bystrica         | Extraliga         | 22    | 7                | 11               | 18               | 16               | 18               | 3  | 9                    | 12                   | 2                    |                      |                      |
| 2015-2016  | HC Banská Bystrica         | Extraliga         | 40    | 12               | 16               | 28               | 36               | 15               | 1  | 6                    | 7                    | 12                   |                      |                      |
| 2016-2017  | HC Banská Bystrica         | Extraliga         | 10    | 1                | 5                | 6                | 27               | 15               | 4  | 6                    | 10                   | 4                    |                      |                      |
| Totaux LNH | Totaux LNH                 | Totaux LNH        | 1 009 | 184              | 298              | 482              | 498              | 116              | 16 | 30                   | 46                   | 52                   |                      |                      |

### En équipe nationale
| Année | Équipe    | Compétition                   |   | PJ | B | A | Pts | Pun               |  | Résultat |
| 1995  | Slovaquie | Championnat d'Europe junior B | 5 | 5  | 3 | 8 | 4   | Médaille d'or     |  |          |
| 1996  | Slovaquie | Championnat du monde junior   | 6 | 0  | 3 | 3 | 2   | Septième place    |  |          |
| 1997  | Slovaquie | Championnat du monde junior   | 6 | 2  | 4 | 6 | 2   | Sixième place     |  |          |
| 2000  | Slovaquie | Championnat du monde          | 6 | 1  | 4 | 5 | 4   | Médaille d'argent |  |          |
| 2002  | Slovaquie | Jeux olympiques               | 2 | 1  | 0 | 1 | 6   | Treizième place   |  |          |
| 2002  | Slovaquie | Championnat du monde          | 6 | 1  | 4 | 5 | 4   | Médaille d'or     |  |          |
| 2005  | Slovaquie | Championnat du monde          | 7 | 3  | 0 | 3 | 2   | Cinquième place   |  |          |
| 2009  | Slovaquie | Championnat du monde          | 6 | 0  | 4 | 4 | 6   | Dixième place     |  |          |
| 2010  | Slovaquie | Jeux olympiques               | 7 | 3  | 3 | 6 | 0   | Quatrième place   |  |          |
| 2011  | Slovaquie | Championnat du monde          | 5 | 0  | 2 | 2 | 0   | Dixième place     |  |          |
| 2012  | Slovaquie | Championnat du monde          | 8 | 2  | 5 | 7 | 0   | Médaille d'argent |  |          |
| 2014  | Slovaquie | Jeux olympiques               | 4 | 0  | 2 | 2 | 0   | Onzième place     |  |          |

## Palmarès et distinctions
- Titre
  - Championnat du monde : 2002
- Récompense
  - Équipe d'étoiles de l'Extraliga : 2004-2005[4]

## Transactions en carrière
- 13 mars 2001 : échangé aux Coyotes de Phoenix par les Blues de Saint-Louis avec Ladislav Nagy, les droits sur Jeff Taffe et le choix de premier tour de Saint-Louis du repêchage d'entrée 2002 (Ben Eager repêché) contre Keith Tkachuk[5].
- 12 juin 2002 : échangé aux Flyers de Philadelphie par les Coyotes de Phoenix avec Robert Esche pour Brian Boucher et le choix de 3e tour de Nashville (précédemment acquis, Joe Callahan repêché).
- 27 octobre 2004 : signe un contrat comme agent libre avec le HKm Zvolen.
- 4 août 2006 : échangé aux Blackhawks de Chicago par les Flyers de Phiadelphie pour Kyle Calder.
- 2 juillet 2007 : signe un contrat comme agent libre avec les Kings de Los Angeles.
- 2 juillet 2011 : signe un contrat comme agent libre avec les Sharks de San José.
- 1er avril 2013 : échangé aux Blackhawks de Chicago par les Sharks en retour d'un choix de quatrième tour au repêchage de 2013.